# Элазар бен Арах
Эл`азар бен Арах — таннай третьего поколения (I век н. э.).
В юности учился y p. Иоханана бен Заккая, его товарищами были р. Элиэзер бен Уркенос, р. Иехошуа бен Ханания и другие впоследствии знаменитые законоучители; его учитель называл его «кипучим ключом» и «стремительным потоком». Абба Саул так характеризует его: «если на одну чашу весов положить р. Элиэзера бен Гиркана и с ним всех мудрецов израильских, a на другую Элазара бен Араха, то вторая чаша перевесит».
После смерти учителя Элазар оставил Явне и отправился вслед за своей женой в Эммаус, где вдали от общения с товарищами оставил учение и позабыл всё, что знал. Впоследствии его приводили в качестве печального примера самоуверенности, полагающей, что можно черпать мудрость из собственных способностей.
Галаха сохранила несколько его изречений из периода его юности. Его агадические изречения свидетельствуют ο глубоком понимании человеческой природы. Рабби Иоханан бен Заккай восторгался его мистическими интерпретациями Танаха.